# Otrjadyn Gündegmaa
Otrjadyn Gündegmaa (mong. Отрядын Гүндэгмаа; ur. 23 maja 1978 r. w Ułan Bator) - mongolska zawodniczka w strzelectwie, sześciokrotna uczestniczka igrzysk olimpijskich.
W 2008 roku na igrzyskach w Pekinie zdobyła srebrny medal w strzelaniu z pistoletu sportowego na dystansie 25 m. W finale lepsza okazała się jedynie Chinka Chen Ying.

## Igrzyska olimpijskie
| Igrzyska | Miejscowość    | Konkurencja                 | Kwalifikacje | Kwalifikacje | Finał                   | Finał                   |
| Igrzyska | Miejscowość    | Konkurencja                 | Wynik        | Pozycja      | Wynik                   | Pozycja                 |
| -------- | -------------- | --------------------------- | ------------ | ------------ | ----------------------- | ----------------------- |
| IO 1996  | Atlanta        | Pistolet pneumatyczny, 10 m | 372          | 30.          | Nie zakwalifikowała się | Nie zakwalifikowała się |
| IO 1996  | Atlanta        | Pistolet sportowy, 25 m     | 580          | 7. Q         | 681,3                   | 5.                      |
| IO 2000  | Sydney         | Pistolet pneumatyczny, 10 m | 382          | 9.           | Nie zakwalifikowała się | Nie zakwalifikowała się |
| IO 2000  | Sydney         | Pistolet sportowy, 25 m     | 581          | 8. Q         | 680,9                   | 6.                      |
| IO 2004  | Ateny          | Pistolet pneumatyczny, 10 m | 380          | 16.          | Nie zakwalifikowała się | Nie zakwalifikowała się |
| IO 2004  | Ateny          | Pistolet sportowy, 25 m     | 583          | 6. Q         | 683,4                   | 6.                      |
| IO 2008  | Pekin          | Pistolet pneumatyczny, 10 m | 382          | 12.          | Nie zakwalifikowała się | Nie zakwalifikowała się |
| IO 2008  | Pekin          | Pistolet sportowy, 25 m     | 590          | 1. Q         | 792,2                   | srebro                  |
| IO 2012  | Londyn         | Pistolet pneumatyczny, 10 m | 380          | 18.          | Nie zakwalifikowała się | Nie zakwalifikowała się |
| IO 2012  | Londyn         | Pistolet sportowy, 25 m     | 577          | 27.          | Nie zakwalifikowała się | Nie zakwalifikowała się |
| IO 2016  | Rio de Janeiro | Pistolet pneumatyczny, 10 m | 379          | 20.          | Nie zakwalifikowała się | Nie zakwalifikowała się |
| IO 2016  | Rio de Janeiro | Pistolet sportowy, 25 m     | 579          | 12.          | Nie zakwalifikowała się | Nie zakwalifikowała się |